# Miliaria cristallina
Miliaria cristallina (ook wel gespeld als crystallina) is een onschuldige aandoening van de zweetklieren in de huid. Op de huid zijn blaasjes ter grootte van een speldenknop te zien, gevuld met helder vocht. Alsof er dauwdruppels op de huid liggen. De blaasjes gaan makkelijk kapot. De zweetklieren zijn zeer oppervlakkig verstopt en kunnen het zweet niet kwijt, vandaar het blaasje. Het treedt vooral op bij temperatuurswisseling, zoals na een periode van koorts.